# Louzac-Saint-André
Louzac-Saint-André is een gemeente in het Franse departement Charente (regio Nouvelle-Aquitaine) en telt 991 inwoners (1999). De plaats maakt deel uit van het arrondissement Cognac.

## Geografie
De oppervlakte van Louzac-Saint-André bedraagt 10,0 km², de bevolkingsdichtheid is 99,1 inwoners per km².
De onderstaande kaart toont de ligging van Louzac-Saint-André met de belangrijkste infrastructuur en aangrenzende gemeenten.

## Demografie
Onderstaande figuur toont het verloop van het inwonertal (bron: INSEE-tellingen).